# InsideOut Music
InsideOut Music ist ein im deutschen Kleve ansässiges Plattenlabel, das sich der Veröffentlichung von Progressive Rock, Progressive Metal und verwandter Stilrichtungen verschrieben hat. Die amerikanische Sektion des Labels – InsideOut Music America – ist in Pittsburgh beheimatet. Nachdem der Mutterkonzern SPV im Jahr 2009 Insolvenz anmelden musste, wurde InsideOut von Century Media übernommen. Im Jahr 2015 wurde Century Media und somit auch InsideOut Music schließlich von Sony Music übernommen.
Mehrere wichtige Bands der neueren Strömungen des Progressive Rock stehen bei InsideOut unter Vertrag, unter anderem The Flower Kings, Spock’s Beard, Enchant und Pain of Salvation. Darüber hinaus bestehen Verbindungen zu weiteren szenerelevanten Bands, so erschienen drei Soloalben von Dream-Theater-Sänger James LaBrie sowie einige Nebenprojekte von Mike Portnoy bei InsideOut. Seit Dezember 2017 sind Dream Theater selbst auch bei InsideOut. Seit einiger Zeit veröffentlicht das Label digital aufgearbeitete Re-Releases von Alben aus der Krautrock-Ära, zum Beispiel von der Band Kraan.
Häufig dient auch die nähere Umgebung des Firmensitzes als Inspiration für die Albencover. Beispielsweise steht die Zapfsäule von Spock’s Beards „Octane“-Cover in Kleve und auch der See auf Thresholds „Subsurface“ findet sich dort.
Charakteristisch ist die üppige Veröffentlichungsarbeit des Labels. Zahlreiche Alben erscheinen neben den Standard-Versionen in Special Editions, die umfangreiches Bonusmaterial wie Bonus- und Multimediatracks enthalten. Ungewöhnlich ist zudem die Veröffentlichung von Live-DVDs, die das gesamte Material der DVD zusätzlich als Audio-CD enthalten.

## Veröffentlichungen (Auswahl)
- Symphony X:

- Symphony X (1994)
- The Damnation Game (1995)
- The Divine Wings of Tragedy (1997)
- Twilight in Olympus (1998)
- Prelude to the Millennium (1998)
- V: The New Mythology Suite (2000)
- Live on the Edge of Forever (2001)
- The Odyssey (2002)
- Paradise Lost (2007)

- Eldritch: Headquake (1997)
- Pain of Salvation: One Hour by the Concrete Lake (1998)
- The Flower Kings: Space Revolver (2000)
- Evergrey: In Search of Truth (2001)
- King’s X: Black Like Sunday (2003)
- Spiritual Beggars: Demons (2005)
- Demians: Building an Empire (2008)
- Dream Theater: Distance over Time (2019)